# Sanctie (onderwijs)
In het Vlaamse onderwijs bedoelt men met sanctie van studies de wijze waarop een schooljaar wordt afgesloten met behaalde diploma's, getuigschriften en attesten. De term is een overblijfsel van een letterlijke vertaling uit het Frans.

## Lager onderwijs
Het lager onderwijs wordt afgesloten met een "getuigschrift basisonderwijs", wat de leerling toegang verschaft tot het eerste leerjaar A van het secundair onderwijs.

## Secundair onderwijs
In het secundair onderwijs bestaan er meerdere attesten. In principe wordt elk leerjaar afgesloten met een:
- A-attest: de leerling is geslaagd en mag overgaan naar gelijk welk aansluitend hoger leerjaar. 
of een:
- B-attest: de leerling is geslaagd en mag overgaan naar elk aansluitend hoger leerjaar, behalve die studierichtingen/onderwijsvormen waarvoor het attest een clausule voorziet. De leerling heeft dan de vrijheid naar een ander hoger leerjaar over te stappen of het leerjaar over te zitten. Het uitreiken van een B-attest noemt men dan ook clausuleren.
 of een:
- C-attest: de leerling is niet geslaagd en moet zijn leerjaar overzitten.

De klassenraad beslist autonoom over het toekennen van deze attesten.
Op het einde van het eerste leerjaar wordt desgevallend nog het getuigschrift basisonderwijs uitgereikt, mocht dat nog niet behaald zijn.

Op het einde van de eerste graad wordt het "getuigschrift van de eerste graad" uitgereikt, en op het einde van een geslaagde tweede graad ook nog het "getuigschrift van de tweede graad."

Op het einde van het secundair onderwijs krijgt een geslaagde leerling het "diploma secundair onderwijs". Dit diploma geeft van rechtswege toegang tot het hoger onderwijs, behalve voor enkele studies waarvoor bijkomende toelatingseisen worden gesteld zoals universitaire artsenopleiding, sommige kunstopleidingen. In sommige studierichtingen, voornamelijk van het TSO en BSO, kan men ook nog het getuigschrift van bedrijfsbeheer behalen, waarmee de leerling zich als zelfstandige kan vestigen, uiteraard in een bedrijfstak die aansluit bij de gekozen richting.

Ook in het onderwijs voor sociale promotie bestaat er een uitgebreid systeem van attesten en getuigschriften. De trend is hier dat opleidingen worden opgebouwd uit modules. Heeft men alle modules doorlopen, dan behaalt men het getuigschrift. Kenmerkend is daar dat men ook "deelattesten" kan behalen, per afzonderlijke module. 

Ook via het leercontract kan men een getuigschrift bedrijfbeheer behalen, dat samen met het getuigschrift over beroepskennis leidt tot een "vestigingsattest", waarmee men zich als zelfstandige kan vestigen.